# Timo Sticha
Timo Sticha (* 15. August 2004 in Feldkirch) ist ein deutsch-österreichischer Eishockeyspieler, der seit Juli 2024 beim Herforder EV aus der Eishockey-Oberliga unter Vertrag steht und dort auf der Position des Centers spielt.

## Karriere
Sticha begann seine Eishockeykarriere im Nachwuchsbereich der VEU Feldkirch in Österreich. Dort entwickelte er sich zu einem talentierten Spieler und sammelte erste Erfahrungen im höherklassigen Eishockey. So lief er unter anderem für die Profimannschaft in der Alps Hockey League auf.
Später wechselte er nach Deutschland und spielte in der Saison 2022/23 für den EC Bad Tölz in der drittklassigen Eishockey-Oberliga. Anschließend kehrte er für eine Spielzeit nach Österreich zurück, wo der Stürmer für die Steel Wings Linz in der Alps Hockey League aktiv war. Zur Saison 2024/25 wechselte Sticha zum Herforder EV, wo er erneut in der Oberliga aktiv war und mit fünf Toren sowie 15 Vorlagen in 39 Spielen zu den deutschlandweit drei besten U21-Scorern der Liga gehörte.

## Familie
Timo Sticha stammt aus einer sportlichen Familie. Sein Vater Thomas Sticha ist ehemaliger Eishockeyspieler und ebenfalls im Eishockeyumfeld bekannt. Zudem ist sein älterer Bruder Dennis Sticha ebenfalls als Eishockeyspieler aktiv.